# Chantemerle-lès-Grignan
Chantemerle-lès-Grignan é uma comuna francesa na região administrativa de Auvérnia-Ródano-Alpes, no departamento de Drôme. Estende-se por uma área de 9,82 km². Em 2010 a comuna tinha 245 habitantes (densidade: 24,9 hab./km²).